# Sochinsogonia consimilis
Sochinsogonia consimilis är en insektsart som beskrevs av Young 1986. Sochinsogonia consimilis ingår i släktet Sochinsogonia och familjen dvärgstritar. Inga underarter finns listade i Catalogue of Life.